# Cosmochthonius suramericanus
Cosmochthonius suramericanus is een mijtensoort uit de familie van de Cosmochthoniidae. De wetenschappelijke naam van de soort is voor het eerst geldig gepubliceerd in 1958 door Hammer.